# 君臣佐使
君臣佐使是《內經》提出的中醫藥處方原則，是對處方用藥規律的高度概括，是從眾多方劑的用藥方法、主次配伍關繫等因素中總結出來的帶有普遍意義的處方指南。

## 含義
1. 君藥
  - 是針對主病或主證起主要治療作用的藥物。其藥力居方中之首，用量亦較多。
  - 在一個方劑中，君藥是首要的，不可缺少的藥物。
2. 臣藥有兩種意義：
  1. 是輔助君藥加強治療主病或主證的藥物。
  2. 是針對兼病或兼證起治療作用的藥物。
3. 佐藥有三種意義：
  1. 佐助藥：協助君臣藥加強治療作用，或直接治療次要兼證。
  2. 佐制藥：消除或減緩君臣藥的毒性和烈性。
  3. 反佐藥：與君藥性味相反而又能在治療中起相成作用。
4. 使藥有兩種意義：
  1. 為引經藥，引方中諸藥以達病處。
  2. 為調和藥，調和諸藥的作用。

其實，在遣藥組方時並沒有固定的程式，不是每藥只任一職，也不是必須臣佐使藥俱備的。總之，每一方劑的藥味多少，臣佐使是否齊備，全視病情與治法要求及所選藥物的功用、藥性而異。